# Ilusiones S.A.
Ilusiones S.A., también conocida como Los árboles mueren de pie, es una película dramática mexicana de 2015 dirigida por Roberto Girault y protagonizada por Jaime Camil, Adriana Louvier, Silvia Mariscal, Sacha Marcus y Roberto D'Amico.

## Sinopsis
Con el fin de evitarle un inmenso dolor a su esposa, un hombre adinerado contrata a un grupo de actores profesionales que se encargan de fingir situaciones de la vida real, para que se hagan pasar por la familia de su nieto.

## Reparto
- Jaime Camil es el director
- Adriana Louvier es Isabel
- Roberto D'Amico es el señor Balboa
- Silvia Mariscal es la abuela
- Sacha Marcus es Mauricio
- Marina de Tavira es Helena
- Verónica Langer es Felisa

## Recepción
En general, la película recibió buenas reseñas de parte de la crítica especializada. Para Arturo Magaña de la revista Cine Premiere, Ilusiones S.A. es una de las mejores películas mexicanas de 2015 «gracias a su alto nivel de producción, buen elenco e historia sólida», y para Lucero Calderón del diario Excélsior, esta película «sin duda puede conectar con el público en general debido a que es un filme de mensaje positivo».